# Zbrodnia w Owczarni
Zbrodnia w Owczarni – zbrodnia dokonana 4 maja 1944 przez oddział Armii Ludowej dowodzony przez Bolesława Kaźmiraka (Kowalskiego), ps. „Cień” w Owczarni na żołnierzach z 3 kompanii 15 Pułku Piechoty AK ppor. rez. Mieczysława Zielińskiego ps. „Moczar”, którzy czekali na zrzut broni.

## Przebieg
4 maja 1944 roku kwaterujące we wsi Niesiołowice, oddziały AL „Cienia” i „Mietasa” wysłały patrole we wszystkich kierunkach od Niesiołowic, aby przeprowadzić rozpoznanie w siłach okupanta. Trzy wysłane patrole wróciły do miejsca zakwaterowania. Natomiast z czwartego patrolu powrócił tylko jeden partyzant. Zameldował on „Cieniowi”, że podchodząc do Owczarni zostali ostrzelani bez uprzedzenia przez osoby występujących w mundurach Wojska Polskiego. W wyniku tego ostrzału zginęli na miejscu: Sara ps. „Jeż”, Łata ps. „Brzoza” i „Miszka” – żołnierz radziecki zbiegły z niewoli niemieckiej. Po otrzymaniu tego meldunku „Cień” podjął decyzję zabrania z Owczarni poległych i ewentualnie rannych swoich żołnierzy. Przypuszczano, że oddział został ostrzelany przez NSZ. Gdy oddział AL zbliżał się w biały dzień do Owczarni, znów został ostrzelany. Aelowcy odpowiedzieli ogniem. Rozgorzała gwałtowna walka. W trakcie jej trwania padały okrzyki z jednej i drugiej strony: Kto wy jesteście? Z jednej strony padała odpowiedź Aelowcy, z drugiej Akowcy. Dowódcy obu walczących stron nawoływali partyzantów do przerwania ognia i złożenia broni, co w pewnym stopniu udało się. Ale w czasie składania broni padły strzały do aelowców. Na oczach wszystkich zastrzelony został partyzant AL Magierski ps. „Lampa”. Z tego też powodu rozpoczęła się samorzutnie obustronna strzelanina. W jej wyniku padli zabici i ranni.
Zginęło lub zmarło z ran 18 partyzantów AK (w tym oficer – ppor. Ignacy Franciszek Kamiński ps. „Żuraw”), a 13 odniosło rany; „cieniowcy” obrabowali później zwłoki AK-owców. Po stronie Armii Ludowej zginęło w czasie strzelaniny 3 partyzantów. Jednego ciężko rannego miał według relacji ocalałych AK-owców osobiście dobić „Cień”. Według innej wersji, podanej przez Jerzego Ślaskiego, dwóch AL-owców zginęło na miejscu, a dwóch rannych miał dobić „Cień”.

## Reakcja kierownictwa Armii Ludowej
W marcu 1981 płk Wincenty Heinrich (w czasie wojny partyzant GL i AL pod pseudonimem „Skiba”) wysłał list do Trybuny Robotniczej o następującej treści:

W kwietniu 1944 roku „Cień” wraz z oddziałem dokonał we wsi Owczarnia podstępnego mordu na czterdziestu kilku żołnierzach z AK z oddziału dowodzonego przez por. „Moczara”. Miał to być odwet za mord pod Borowem. Dziwnym zbiegiem okoliczności, mimo że czyn ten nie zyskał oficjalnego uznania w ówczesnym dowództwie Obwodu AL, ppor. „Cień” został w parę tygodni później awansowany do stopnia porucznika.
Stwierdzam z całą odpowiedzialnością, że czyn por. „Cienia” był potępiony nie tylko przez dowództwo mojego oddziału, ale i kierownictwo polityczne Lubelszczyzny w osobach ówczesnego sekretarza obwodu PPR tow. „Alego” (Szymańskiego) i sekretarza okręgu lubelskiego tow. „Polę” (Wacława Marek). Dowodem naszego stosunku do tego „wyczynu” niech będzie to, że w kwietniu 1944 r. wystąpiliśmy z wnioskiem do naszego kierownictwa o uznanie oddziału „Cienia” za oddział bandycki, rozbrojenie go i pozbawienie przynależności do AL.

Z powojennej relacji „Skiby” wynika, że lokalni partyzanci innych oddziałów AL oraz działacze PPR odcięli się od „Cienia” i jego ludzi proponując by podzielił on los Józefa Liska – gwardzisty, który dopuszczał się zbrodni na ludności cywilnej; w 1943 jego oddział rozformowano, partyzantów przerzucono do innych jednostek, a jego samego postawiono przed sądem i rozstrzelano za niesubordynację. Bolesław Kowalski (Kaźmirak) nigdy jednak nie poniósł odpowiedzialności za swoją zbrodnię, którą w czasach Polski Ludowej tłumaczono jako obronę przed atakiem AK.